# Illusioni perdute (film)
Illusioni perdute (Illusions perdues) è un film del 2021 diretto da Xavier Giannoli.
Adattamento cinematografico dell'omonimo romanzo di Honoré de Balzac, è stato presentato in concorso alla 78ª Mostra internazionale d'arte cinematografica di Venezia.

## Trama
Lucien Chardon, il figlio di un farmacista di Angoulême che si ostina a farsi chiamare de Rubempré nonostante non abbia ereditato i titoli della madre, è un giovane con ambizioni da poeta nella Francia della Restaurazione. Incoraggiato da Louise, una nobile più grande di lui con cui ha una relazione illecita, la segue a Parigi in cerca di un editore, ma ai due amanti viene proibito di vedersi per timore di uno scandalo. Solo e senza un soldo, Lucien incontra Lousteau, un altro scrittore fallito proveniente dalla provincia che si è riciclato come giornalista de Le Corsaire, uno dei tanti giornali liberali nati sull'onda del boom del settore: notata la sua abilità con la penna, quest'ultimo lo inizia alla spregiudicata arte del giornalismo, fatta di polemiche mirate e recensioni di romanzi comprate, nella quale Lucien scorge l'opportunità di vendicarsi della nobiltà che l'ha respinto.

## Produzione
Il film, costato 19 milioni di euro, è stato girato tra luglio e ottobre 2019, nell'Île-de-France e nell'Oise, tra cui al castello di Compiègne.

## Distribuzione
Il film è stato presentato in anteprima il 5 settembre 2021 in concorso alla 78ª Mostra internazionale d'arte cinematografica di Venezia. È stato distribuito nelle sale cinematografiche italiane da I Wonder Pictures a partire dal 30 dicembre 2021.

## Riconoscimenti
- 2021 - Mostra internazionale d'arte cinematografica
  - In concorso per il Leone d'oro al miglior film
- 2022 - Premio César
  - Miglior film
  - Migliore attore non protagonista a Vincent Lacoste
  - Migliore promessa maschile a Benjamin Voisin
  - Miglior adattamento a Xavier Giannoli e Jacques Fieschi
  - Migliore fotografia a Christophe Beaucarne
  - Migliore scenografia a Riton Dupire-Clément
  - Migliori costumi a Pierre-Jean Larroque
  - Candidatura miglior regista a Xavier Giannoli
  - Candidatura miglior attore non protagonista a Xavier Dolan
  - Candidatura miglior attrice non protagonista a Jeanne Balibar e Cécile de France
  - Candidatura migliore promessa femminile a Salomé Dewaels
  - Candidatura miglior montaggio a Cyril Nakache
  - Candidatura miglior sonoro a François Musy, Renaud Musy e Didier Lozahic